# Полярная ночь

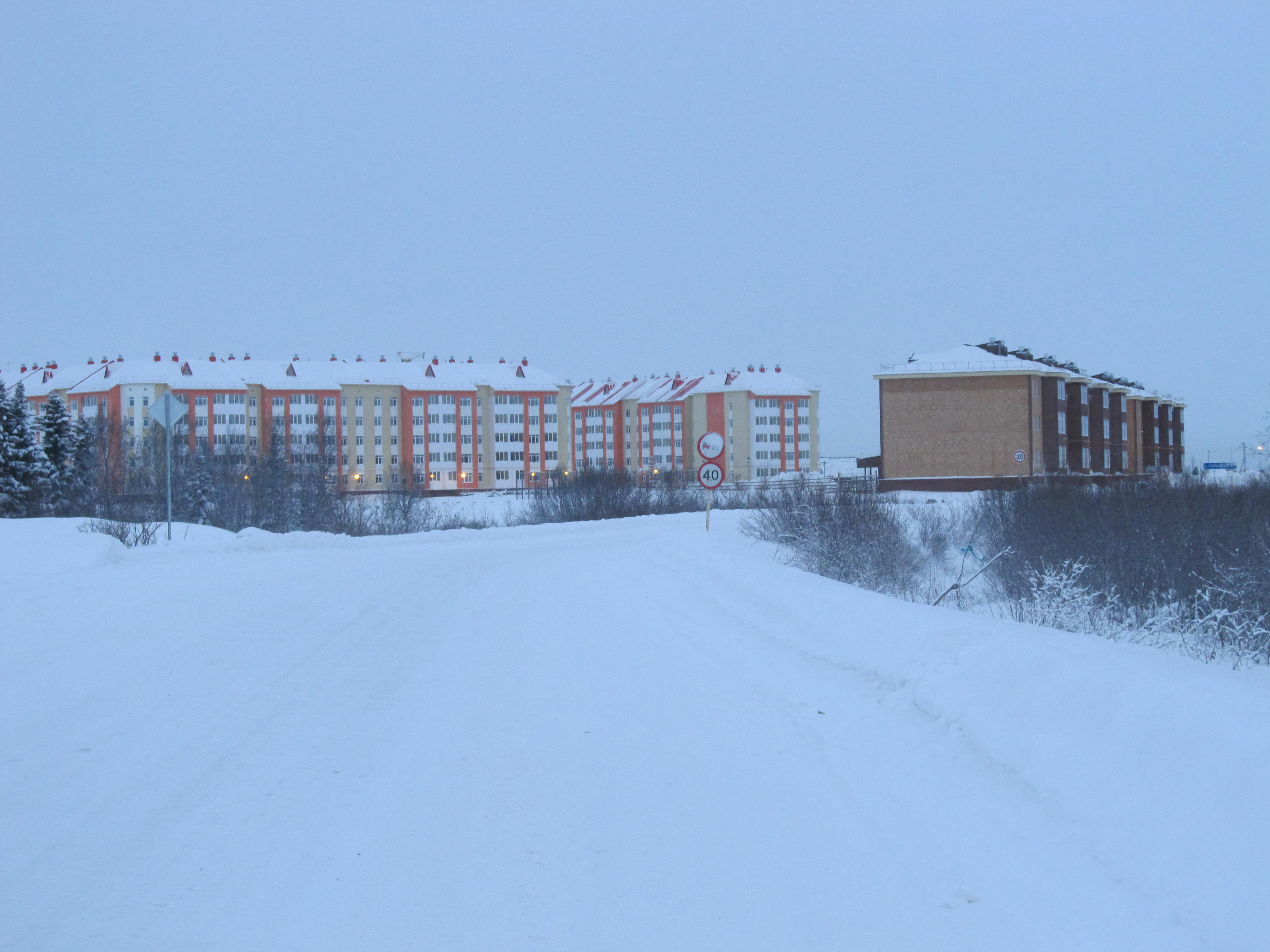
Полярная ночь в Нарьян-Маре, 23 декабря 2014 года, 11:27. В полдень из-за сумеречного освещения чуть светлее, чем в остальное время суток

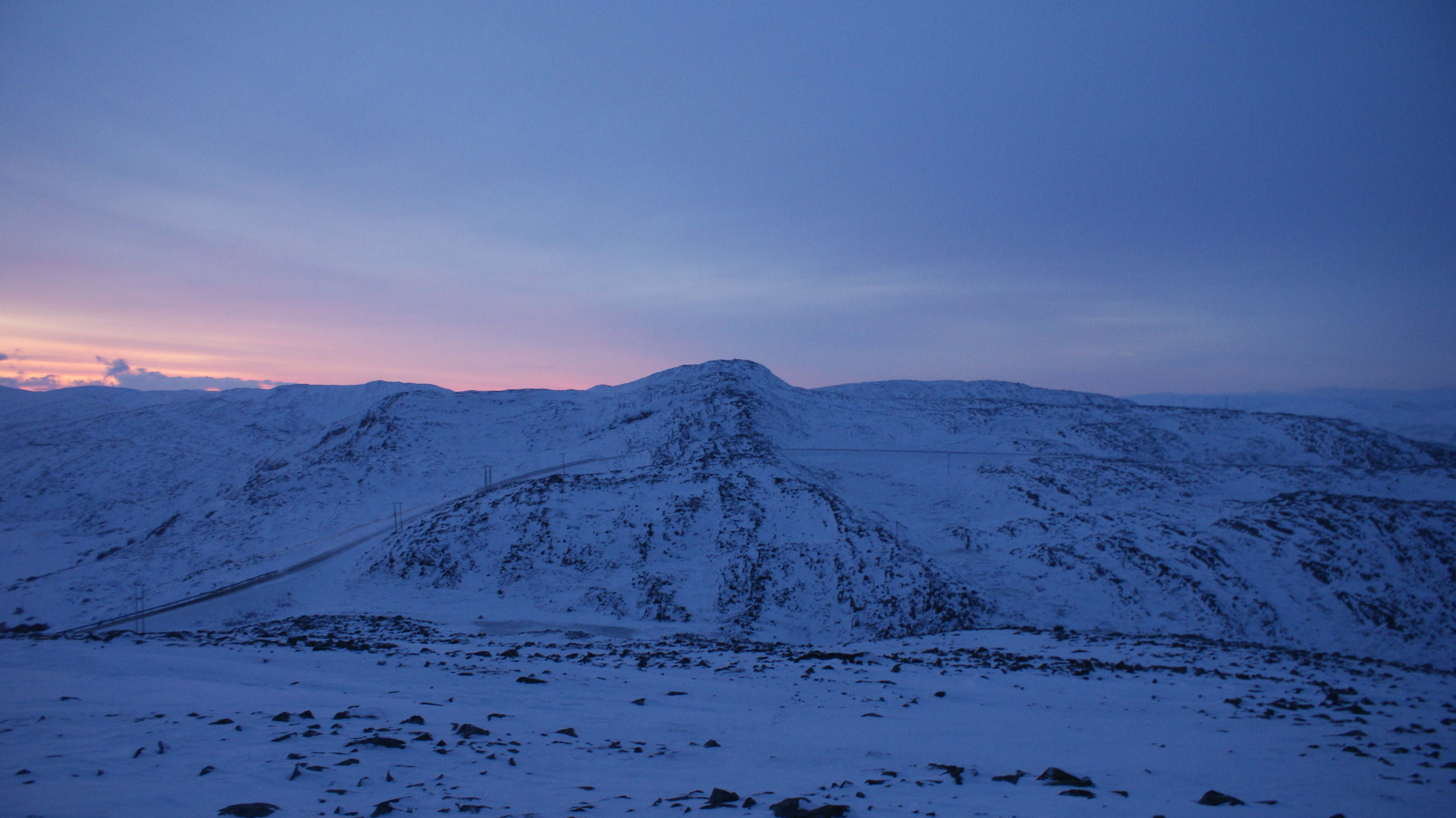
Полярная ночь 2 января на полуострове Нордкинн в Норвегии (через 45 минут после полудня)

Поля́рная ночь — период, когда Солнце более 24 часов (то есть более суток) не появляется из-за горизонта. Самая короткая полярная ночь (почти двое суток) наблюдается на широте ≈ 67°25′ с. ш., определяемой как широта Северного полярного круга ≈ 66°34′ с. ш., к которой прибавлены радиус солнечного диска (около 16′) и величина атмосферной рефракции (на уровне моря в среднем 35′); самая длинная — на Южном полюсе, чуть менее шести месяцев. Полярная ночь является следствием наклона оси вращения Земли к плоскости эклиптики, угол наклона составляет приблизительно 23°26′. Полярная ночь далеко не всегда означает достаточно полную темноту в течение 24 часов, то есть это понятие не совпадает с понятием полной полярной ночи, а на широтах ниже 84°34′ последняя вообще не наблюдается; на широтах ниже 78°34' не наблюдается и астрономическая полярная ночь.

## Общие сведения

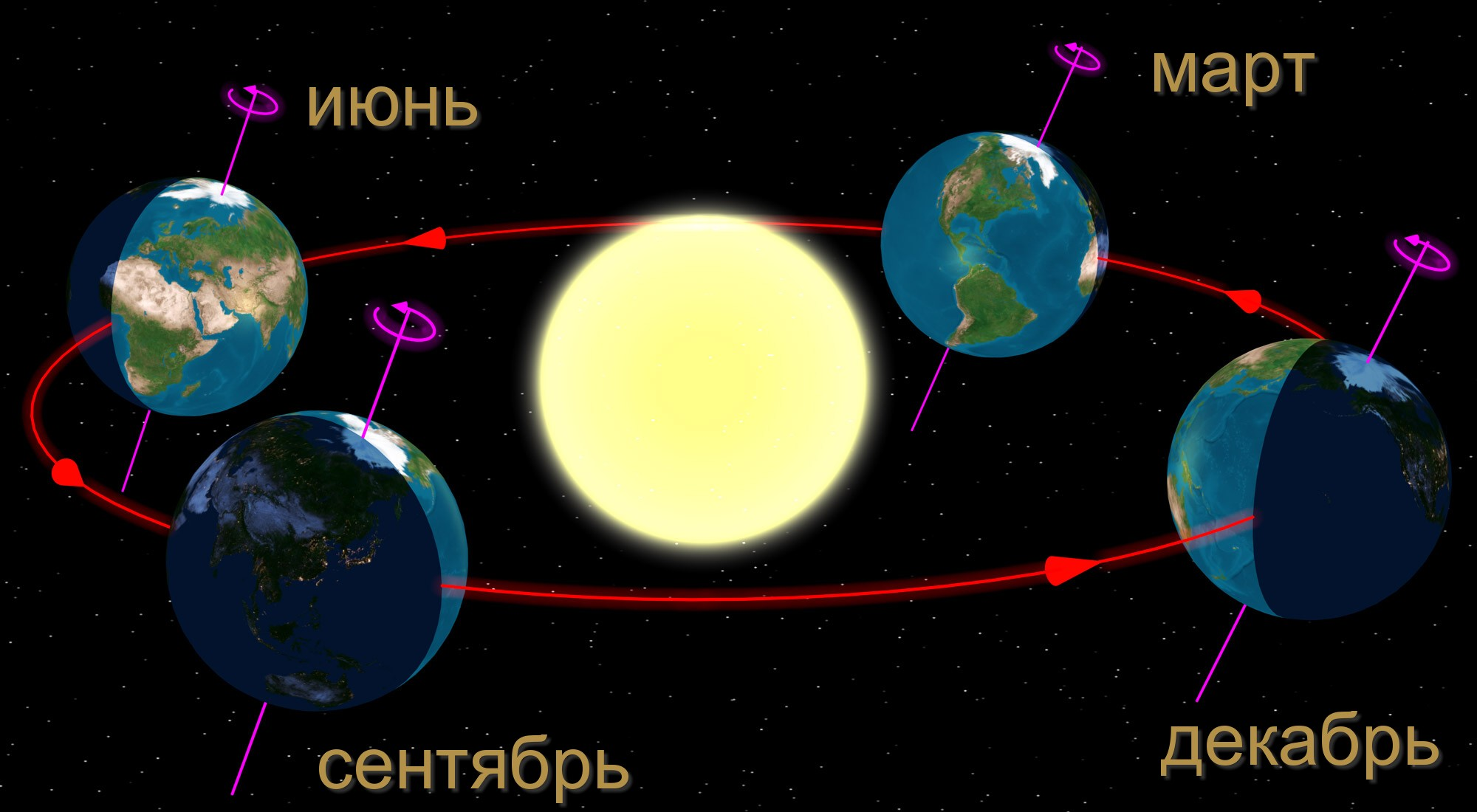
Из-за наклона оси Земли полярная ночь в июне в южном, а в декабре в северном полушарии

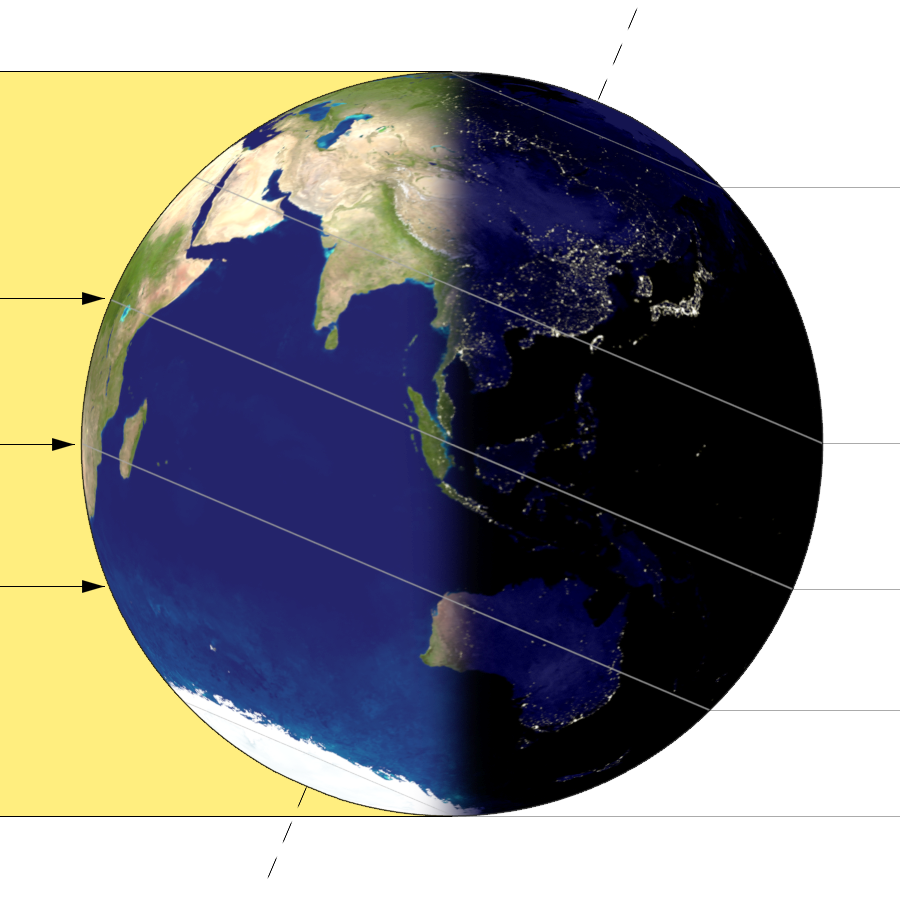
Весь оборот вокруг оси Земли часть одного из полушарий находится на тёмной стороне — там полярная ночь. В это же время на противоположном полярный день

На одной и той же широте основные характеристики полярной ночи аналогичны в Северном и в Южном полушариях. Основным отличием является то, что время её начала и окончания в Антарктиде сдвинуты на шесть месяцев в календарный летний период. Также, текущие параметры орбиты Земли приводят к тому, что продолжительность полярной ночи на юге превосходит её продолжительность на севере.
Полярная ночь не обязательно означает полную темноту в течение всех 24 часов. Главная её особенность заключается в том, что Солнце не поднимается над горизонтом. При этом в большей части зоны полярной ночи (до 84°34′) в течение всей полярной ночи ежедневно часть суток занимают сумерки. В соответствии с тем видом сумерек, который наблюдается в данном месте в данные сутки в момент верхней кульминации Солнца (в истинный полдень), выделяют гражданскую полярную ночь, навигационную полярную ночь и астрономическую полярную ночь, а если в истинный полдень сумерки не наступают — полную полярную ночь.

### Гражданская полярная ночь
В период такой ночи в истинный полдень наблюдаются гражданские сумерки. Это бывает на всех широтах, где есть полярная ночь. До 72°34' полярная ночь целиком гражданская. На полюсах во время гражданской полярной ночи гражданские сумерки длятся круглосуточно, сменяя полярный день и предшествуя круглосуточным навигационным сумеркам (перед зимним солнцестоянием) или наоборот (после зимнего солнцестояния). В районах, прилегающих к полюсам (выше 84°34′), во время гражданской полярной ночи гражданские сумерки могут продолжаться круглосуточно или наблюдаться в течение суток наряду только с навигационными сумерками, в отличие от районов, расположенных ниже по широте, где в течение всей гражданской полярной ночи ежедневно наблюдаются все виды сумерек и период без сумерек.
В истинный полдень наступает улучшение видимости, можно непродолжительное время обходиться без дополнительного освещения, но Солнце так и не восходит. В лучшем случае можно при малооблачной погоде иногда увидеть отражённый облаками солнечный свет. День при такой полярной ночи часто называют «тёмным». Большинство населённых пунктов, лежащих за полярным кругом, находятся в зоне, где полярная ночь целиком гражданская.

### Навигационная полярная ночь
В период такой ночи в истинный полдень наблюдаются навигационные сумерки. Это бывает на широтах выше 72°34'. На полюсах во время навигационной полярной ночи навигационные сумерки длятся круглосуточно, между периодами круглосуточных гражданских сумерек и круглосуточных астрономических сумерек. В районах, прилегающих к полюсам (выше 84°34′), во время навигационной полярной ночи навигационные сумерки могут продолжаться круглосуточно или наблюдаться в течение суток наряду только с астрономическими сумерками, в отличие от районов, расположенных ниже по широте, где в течение всей навигационной полярной ночи ежедневно наблюдаются навигационные и астрономические сумерки и период без сумерек.
В России Диксон (посёлок), Баренцбург (подчинён РФ) лежит в пределах этих широт, вне России — Шпицберген лежит на границе начала навигационной полярной ночи. В истинный полдень наблюдатель заметит лишь небольшое посветление неба в стороне Солнца (при условиях ясной погоды), искусственное освещение в населённых пунктах будет работать круглые сутки.

### Астрономическая полярная ночь
В период такой ночи в истинный полдень наблюдаются астрономические сумерки. Это бывает на широтах от 78°34'. На полюсах во время астрономической полярной ночи астрономические сумерки длятся круглосуточно, между периодом круглосуточных навигационных сумерек и периодом без сумерек. В районах, прилегающих к полюсам (выше 84°34′), во время астрономической полярной ночи астрономические сумерки могут также продолжаться круглосуточно, в отличие от районов, расположенных ниже по широте, где в течение всей астрономической полярной ночи астрономические сумерки ежедневно прерываются.
В истинный полдень не видны невооружённым глазом слабые галактики и отдельные звёзды, хотя для обычного наблюдателя такое освещение неба, как правило, незаметно и даже малейшего признака рассвета не видно. Самое северное поселение в мире Алерт может зафиксировать в день зимнего солнцестояния только астрономические сумерки.

### Полная полярная ночь
Наблюдается, когда в истинный полдень во время полярной ночи нет сумерек. Это бывает на широтах от 84°34′. Наибольшей продолжительности период полной полярной ночи достигает на Южном полюсе (примерно 1 месяц и 10 суток до и после зимнего солнцестояния). В полную полярную ночь нельзя увидеть или зафиксировать, даже в истинный полдень, малейшее количество солнечного света. Можно наблюдать наиболее удаленные галактики в течение длительного промежутка времени, что ценно для астрономов.

### Альтернативная классификация
Существует также классификация полярных ночей, согласно которой полярную ночь называют по сумеркам, которые прекращают наблюдаться с наступлением данной полярной ночи перед зимним солнцестоянием или, наоборот, начинают наблюдаться с её окончанием после зимнего солнцестояния. Полярная ночь, названная выше навигационной, называется в этом случае гражданской, астрономическая — навигационной, полная — астрономической. Самая светлая полярная ночь, названная выше гражданской, в данной классификации носит название полярных сумерек.

### Продолжительность полярной ночи
В зависимости от широты полярная ночь продолжается:
- на Северном полюсе — 174 дня, с 25 сентября по 17 марта или с 26 сентября по 18 марта;
- на широте 80° — с 21 октября по 20 февраля;
- в Норильске (самый северный город с населением свыше 100 тысяч человек) — с 30 ноября по 13 января;
- в Мурманске — со 2 декабря по 11 января;
- в Воркуте — с 18 по 26 декабря;
- в посёлке Елецкий — один день, в день зимнего солнцестояния;
- на Южном полюсе — 182 дня, с 23 марта по 21 сентября.

## Города, в которых наблюдается полярная ночь
Перечислены города, расположенные на широте выше 67°25′, где по определению наблюдается полярная ночь — верхний край солнечного диска не поднимается над горизонтом в течение более 24 часов:
- В России: Апатиты (67°34′), Билибино (68°03′), Верхоянск (67°33′), Воркута (67°30′), Гаджиево (69°15′), Дудинка (69°24′), Заозёрск (69°24′), Заполярный (69°25′), Игарка (67°28′), Кировск (67°37′), Ковдор (67°34′), Кола (68°53′), Мончегорск (67°56′), Мурманск (68°58′), Нарьян-Мар (67°38′), Норильск (69°21′), Оленегорск (68°09′), Островной (68°03′), Певек (69°42′), Полярный (69°12′), Североморск (69°04′), Снежногорск (69°12′), Среднеколымск (67°27′).
- В Норвегии: Алта (69°59′), Киркенес (69°44′), Лонгйир (78°13′), Тромсё (69°39′), Хаммерфест (70°40′), Хоннингсвог (70°59′).
- В США: Уткиагвик (71°18′).
- В Швеции: Кируна (67°51′).

## На других планетах
В Солнечной системе полярная ночь по типу земной наблюдается на Марсе, Сатурне, Нептуне.
На Меркурии полярная ночь наблюдается только непосредственно возле полюсов планеты (1°31′) поскольку его ось наклонена всего на 2°11′, а видимый радиус диска Солнца 40′. Однако благодаря дифракции света, малому радиусу и сложному рельефу поверхности увидеть верхний край солнечного диска можно со сравнительно небольшой возвышенности даже в районе полюса. Поэтому на Меркурии много пиков вечного света.
На Венере, где освещение везде только сумеречное по причине плотной атмосферы и диск Солнца с поверхности никогда и нигде не виден, полярная ночь как таковая отсутствует вовсе, а в околополярных областях небо всегда имеет практически одинаковую яркость (вечная белая ночь). Подобная картина наблюдается и на Юпитере.
На Уране, ось вращения которого лежит практически в плоскости его эклиптики, полярная ночь будет охватывать практически все полушарие планеты, обращенное от Солнца.